# نيكولا أندري
نيكولا أندري دو بوا-ريغار (بالفرنسية: Nicolas Andry de Bois-Regard)‏ ـ (1658 ـ 13 مايو 1742) هو طبيب وكاتب فرنسي، أسهم بدور بارز في بواكير تاريخ علمي الطفيليات وجراحة العظام. اشتُق اسم «جراحة العظام» في اللغات الأوروبية (بالإنجليزية: Orthopedics، وبالفرنسية: Orthopédie، إلخ) من عنوان كتاب له، عُد أول كتاب مكرّس لطب العظام في التاريخ.

## النشأة والوظيفية
```
ولد أندري في 
ليون
 ، وقضى حياته المبكرة في التحضير 
للكهنوت
. 
[
4
]
 نشر كتابًا عن استخدام اللغة الفرنسية في 1692. 
[
5
]
 وفي الثلاثينات من عمره درس الطب في 
ريمس
 
وباريس
 ، وحصل على شهادته في عام 1697 ، وفي عام 1701 تم تعيينه في كلية 
كوليج دو فرانس
 
[
4
]
```